# 452
| 452                |
| ------------------ |
| Dødsfald - Fødsler |
|                    |

| Gregoriansk kalender | 452 CDLII               |
| Ab urbe condita      | 1205                    |
| Armensk kalender     | I/T                     |
| Kinesiske kalender   | 3148 – 3149 辛卯 – 壬辰 |
| Etiopisk kalender    | 444 – 445               |
| Jødisk kalender      | 4212 – 4213             |
| Hindukalendere       |                         |
| - Vikram Samvat      | 507 – 508               |
| - Shaka Samvat       | 374 – 375               |
| - Kali Yuga          | 3553 – 3554             |
| Iransk kalender      | 170 BP – 169 BP         |
| Islamisk kalender    | 175 BH – 174 BH         |

Se også 452 (tal)

## Begivenheder
- Venedig Grundlægges
- Attila driver den vestromerske kejser, Valentinian 3., ud af Ravenna.